# Frédéric Criblet
Frédéric Criblet, né le 14 mars 1839 à Bonvillars et mort le 13 janvier 1900 à Grandson, est une personnalité politique suisse, membre de la Gauche Libérale (futur parti radical-démocratique). Il est député du canton de Vaud au Conseil national de 1878 à 1886.

## Biographie
Frédéric Criblet naît le 14 mars 1839 à Bonvillars, dans le canton de Vaud. Protestant, originaire de Grandson et de Fiez, il est le fils d'Eugène Criblet, notaire et greffier du tribunal du district de Grandson et député au Grand Conseil vaudois, et de Charlotte Jeannette née Criblet. Il épouse en premières noces Emma Duvoisin (avec qui il a une fille, Rose Louise, qui épousera le conseiller aux États Henri Simon), puis en secondes noces sa sœur Adèle Duvoisin.
Après un stage de langue à Saint-Gall, il est employé dans le bureau d'Henri-François Duvoisin, receveur du district de Grandson, son beau-père. À son tour receveur de l'État pour le district de 1876 à 1883, il devient juge de paix en 1885, puis président de la justice de paix en 1886 et du tribunal de district de 1886 à 1888. Dès 1896, il est membre du conseil général de la Caisse hypothécaire cantonale vaudoise.

### Carrière politique
Conseiller municipal (exécutif) et syndic de Grandson de 1866 à 1876, il est en parallèle député des Radicaux/Gauche Libérale (aile gauche du parti libéral) au Grand Conseil vaudois de 1866 à 1876, puis conseiller national de 1878 à 1886, avant de devenir préfet du district de Grandson de 1888 à sa mort en 1900,,.

## Liens
- Notice dans un dictionnaire ou une encyclopédie généraliste :   - Dictionnaire historique de la Suisse
- Notices d'autorité :   - VIAF
  - GND